# Paul Fritsche
Paul Fritsche (* 27. November 1924 in Rottleberode; † 18. März 2005 in Homburg) war ein deutscher Mediziner. Er wirkte als Professor für Anästhesie am Universitätsklinikum des Saarlandes in Homburg und langjähriger Dekan für die Medizinische Fakultät der Universität des Saarlandes.

## Leben und Wirken
Fritsche studierte Philosophie und Medizin an der Universität Halle. Nach dem medizinischen Staatsexamen und der Promotion folgte die Weiterbildung zum Facharzt für Anästhesiologie. Danach wechselte Fritsche an die Medizinische Akademie Dresden, wo er die Anästhesie-Abteilung aufbaute und deren Leitung übernahm. Nach der Übersiedlung aus der DDR in die BRD arbeitete Fritsche zunächst an den Universitäten in Mainz und Göttingen. 1969 kam er als Oberarzt an das Institut für Anästhesie in Homburg. 1972 habilitierte sich Fritsche und wurde zum Professor ernannt. Von 1983 bis 1990 war Fritsche Dekan und wurde anschließend Studienbeauftragter der Fakultät.
Fritsche engagierte sich stark für die Medizinische Ethik. Er war 1978 Mitbegründer des Seminars für Ärztliche Ethik in der Medizinischen Fakultät. 1987 gründete Fritsche in Verbindung mit der Universität des Saarlandes und der Stadt Homburg das Wissenschaftliche Forum. Fritsches wissenschaftliches Werk umfasst 150 Aufsätze, 11 Lehrbuchbeiträge und 3 Monographien.
Paul Fritsche starb am 18. März 2005 im Alter von 80 Jahren in Homburg.

## Auszeichnungen
- Bundesverdienstkreuz 1. Klasse der Bundesrepublik Deutschland
- Commandeur de l’ordre national du Mérite der Französischen Republik
- Ehrenmedaille der Universität des Saarlandes
- Asklepios-Medaille der Medizinischen Fakultät
- Ernst-von-Bergmann-Plakette der Bundesärztekammer
- Carl-Erich-Alken-Medaille der Universität des Saarlandes
- Bürgermedaille der Stadt Homburg

## Publikationen (Auswahl)
- Paul Fritsche: Grenzbereich zwischen Leben und Tod. Klinische, juristische und ethische Probleme. Georg Thieme Verlag, Stuttgart 1987, ISBN 978-3-13-497102-6.
- Gerd Hummel et al.: Umgang mit dem Erbe (1933–1945): Ringvorlesung der Philosophischen Fakultät der Universität des Saarlandes. Röhrig Universitätsverlag, 1994, ISBN 978-3-86110-040-9.
- Paul Fritsche: Ärztlich-ethische Aspekte in der Betreuung Sterbender. In: Zwischen Theorie und Praxis: Traditionelle und aktuelle Fragen zur Ethik in der Medizin Würzburger medizinhistorische Forschungen. Beihefte. Königshausen und Neumann. Januar 2000, ISBN 978-3-8260-1811-4.
- Paul Fritsche: Konfliktsituationen in der heutigen Medizin. In: Zeitschrift für Laryngologie.  1968. Band 47, S. 317–329.
- Paul Fritsche: Die Sprache des Arztes – aus praktisch-klinischer Sicht. In: Saarländisches Ärzteblatt  1998. Band 51, S. 13–17.